# Пиридат
Пиридат — гербицид из группы фенилпиридазинов. Был разработан австрийской фирмой Chemie Linz и запатентован в 1975 году под торговой маркой Lentagran. Сегодня Lentagran является зарегистрированным товарным знаком компании Syngenta Crop Protection. В твёрдой форме существует в виде белого кристаллического вещества, которое практически не растворим в воде. Плавится при 27 °C превращаясь в тёмную жидкость.

## Получение
Пиридат можно получить в результате реакции 3-фенил-4-гидрокси-6-хлор-пиридазона с S-октил-карбоновой кислотой. Последнюю получают путём реакции октилмеркаптана с фосгеном.

## Характеристики
Представляет собой бесцветное твердое вещество, которое нерастворимо в воде, но растворимо в органических растворителях. Технический пиридат, с чистотой более 90,5 %, представляет собой коричневую маслянистую жидкость, которая чувствительна к гидролизу.

## Использование
Пиридат используется в качестве активного ингредиента средств защиты растений. Его применяют в качестве гербицида против широколистных сорняков. Полагают, что он действуют путём ингибирования фотосинтеза на уровне фотосистемы II и реакции Хилла.

## Утверждение
С 1981 года разрешено использование этого соединения в ФРГ, с 1984 года — в ГДР.
С января 2002 пиридат был одобрен к использованию в Европейском Союзе в качестве активного ингредиента пестицидов.
В Германии, Австрии и Швейцарии разрешено его использование, а само вещество продаётся под торговым названием Lentagran WP.
В Европейском Союзе, пиридат включён в список пестицидов, которые не могут быть одобрены государствами-членами на период до 31 декабря 2011 года. Позже этот срок был продлен до 31 декабря 2030 года.

## Токсикология и безопасность
Пиридат раздражает кожу и может вызвать её сенсибилизацию. Это вещество является токсичным для водных организмов, и его использование следует избегать из-за опасности загрязнения подземных и поверхностных вод. Приемлемая суточная доза составляет 0,036 мг на килограмм веса тела в день.